# Фунін (повіт)
23°37′44″ пн. ш. 105°37′31″ сх. д. / 23.62894° пн. ш. 105.62518° сх. д.
Фунін (кит. 富宁县, пін. Fùníng Xiàn) — один із повітів КНР у складі Веньшань-Мяо-Чжуанської автономної префектури, провінція Юньнань. Адміністративний центр — містечко Сіньхуа.

## Географія
Фунін лежить на висоті близько 680 метрів над рівнем моря на півдні Юньнань-Гуйчжоуського плато.

### Клімат
Повіт знаходиться у зоні, котра характеризується вологим субтропічним кліматом. Найтепліший місяць — липень із середньою температурою 25,7 °C. Найхолодніший місяць — січень, із середньою температурою 11,7 °С.
| Клімат повіту Фунін     | Клімат повіту Фунін | Клімат повіту Фунін | Клімат повіту Фунін | Клімат повіту Фунін | Клімат повіту Фунін | Клімат повіту Фунін | Клімат повіту Фунін | Клімат повіту Фунін | Клімат повіту Фунін | Клімат повіту Фунін | Клімат повіту Фунін | Клімат повіту Фунін | Клімат повіту Фунін |
| Показник                | Січ.                | Лют.                | Бер.                | Квіт.               | Трав.               | Черв.               | Лип.                | Серп.               | Вер.                | Жовт.               | Лист.               | Груд.               | Рік                 |
| Середній максимум, °C   | 17,3                | 19,5                | 23,9                | 28,1                | 29,7                | 30,6                | 31                  | 30,9                | 29,1                | 25,9                | 22,6                | 19                  | 25,6                |
| Середня температура, °C | 11,7                | 13,9                | 17,6                | 21,9                | 24,2                | 25,5                | 25,7                | 24,9                | 23                  | 20,2                | 16,3                | 12,4                | 19,8                |
| Середній мінімум, °C    | 7,8                 | 9,7                 | 12,9                | 17,2                | 20                  | 21,9                | 22,2                | 21,5                | 19,4                | 16,7                | 12,3                | 8                   | 15,8                |
| Норма опадів, мм        | 17.4                | 19.3                | 27.9                | 56.7                | 119.6               | 184.7               | 199.7               | 219.7               | 118.9               | 76.3                | 47.5                | 15.9                | 1103.6              |
| Вологість повітря, %    | 78                  | 77                  | 72                  | 72                  | 74                  | 79                  | 81                  | 83                  | 82                  | 81                  | 80                  | 78                  | 78.1                |
| ----------------------- | ------------------- | ------------------- | ------------------- | ------------------- | ------------------- | ------------------- | ------------------- | ------------------- | ------------------- | ------------------- | ------------------- | ------------------- | ------------------- |
| Джерело: data.cma.cn    |                     |                     |                     |                     |                     |                     |                     |                     |                     |                     |                     |                     |                     |